# Цендерей
Цендерей (рум. Țăndărei) — місто у повіті Яломіца в Румунії.
Місто розташоване на відстані 125 км на схід від Бухареста, 24 км на схід від Слобозії, 93 км на північний захід від Констанци, 92 км на південь від Галаца.

## Населення
За даними перепису населення 2002 року у місті проживали 12 462 особи.
Національний склад населення міста:
| Національність   | Кількість осіб | Відсоток |
| ---------------- | -------------- | -------- |
| румуни           | 10715          | 86,0%    |
| цигани           | 1731           | 13,9%    |
| угорці           | 6              | < 0,1%   |
| греки            | 4              | < 0,1%   |
| українці         | 1              | < 0,1%   |
| росіяни-липовани | 1              | < 0,1%   |
| турки            | 1              | < 0,1%   |
| татари           | 1              | < 0,1%   |
| серби            | 1              | < 0,1%   |
| болгари          | 1              | < 0,1%   |

Рідною мовою назвали:
| Мова       | Кількість осіб | Відсоток |
| ---------- | -------------- | -------- |
| румунська  | 10942          | 87,8%    |
| циганська  | 1516           | 12,2%    |
| угорська   | 1              | < 0,1%   |
| українська | 1              | < 0,1%   |
| російська  | 1              | < 0,1%   |
| турецька   | 1              | < 0,1%   |

Склад населення міста за віросповіданням:
| Релігія        | Кількість осіб | Відсоток |
| -------------- | -------------- | -------- |
| православні    | 11978          | 96,1%    |
| п'ятдесятники  | 405            | 3,2%     |
| адвентисти     | 32             | 0,3%     |
| баптисти       | 11             | 0,1%     |
| римо-католики  | 9              | 0,1%     |
| мусульмани     | 3              | < 0,1%   |
| атеїсти        | 2              | < 0,1%   |
| реформати      | 1              | < 0,1%   |
| греко-католики | 1              | < 0,1%   |
| не релігійні   | 1              | < 0,1%   |

## Зовнішні посилання
- Дані про місто Цендерей на сайті Ghidul Primăriilor [Архівовано 24 лютого 2008 у Wayback Machine.]